# Eleição municipal de Campos dos Goytacazes em 2016
A eleição municipal de Campos dos Goytacazes em 2016 ocorreu em 2 de outubro para eleger um prefeito, um vice-prefeito e 25 vereadores para a administração da cidade. O candidato do PPS, Rafael Diniz, derrotou seu principal rival na disputa, Dr. Chicão (PR), recebendo 151.462 votos, contra 81.989 do candidato republicano.
As convenções partidárias para a escolha dos candidatos ocorreram entre 20 de julho e 5 de agosto. A propaganda eleitoral gratuita começou a ser exibida em 26 de agosto e terminou em 29 de setembro, sendo que a partir deste pleito terá duração de 10 minutos, e não mais de 30. Segundo a lei eleitoral em vigor, o sistema de dois turnos - caso o candidato mais votado recebesse menos de 50% +1 dos votos - está disponível apenas em cidades com mais de 200 mil eleitores. Nas cidades onde houver segundo turno, a propaganda eleitoral gratuita voltará a ser exibida em 15 de outubro e terminará em 28 de outubro. Com a vitória de Rafael Diniz, não foi possível a realização do segundo turno.

## Candidaturas
| Candidatos           | Candidatos à vice         | Número Eleitoral | Coligação                                                                                                 | Tempo de horário eleitoral |
| -------------------- | ------------------------- | ---------------- | --- | -------------------------- |
| Caio Vianna (PDT)    | Gil Vianna (PSB)          | 12               | Você Governa (PDT, PSB, PSC, PSDC, PEN, PMN)                                                              |                            |
| Geraldo Pudim (PMDB) | Professor Edmar (PMDB)    | 15               | Partido não coligado                                                                                      |                            |
| Dr. Chicão (PR)      | Mauro Silva (PSDB)        | 22               | Frente Popular Progressista de Campos (PR, PSDB, PTB, PTC, PTdoB, PHS, PRP, SD, PRTB, PMB, PSL, PSD, PRB) |                            |
| Rafael Diniz (PPS)   | Conceição Sant'Anna (PPS) | 23               | Campos vai ser Diferente (PPS, REDE, PV)                                                                  |                            |
| Nildo Cardoso (DEM)  | Papinha (PP)              | 25               | Agora é pra Mudar (DEM, PP)                                                                               |                            |
| Rogério Matoso (PPL) | Gabi Mariano (PCdoB)      | 54               | Se é Para Mudar, Vamos Mudar de Verdade! (PPL, PROS, PCdoB)                                               |                            |

## Coligações proporcionais
| Coligação                             | Partidos                                       |
| ------------------------------------- | ---------------------------------------------- |
| Campos vai ser Diferente              | PPS, PV e REDE                                 |
| Frente da Solidariedade Liberal       | PSL e SD                                       |
| Frente Popular Trabalhista            | PTdoB e PRTB                                   |
| Frente Republicana Campos Para Todos  | PMB e PRB                                      |
| Frente Republicana Social Trabalhista | PTB, PSD e PR                                  |
| Governa com Você                      | PMN, PT e PEN                                  |
| Juntos Somos Fortes                   | PPL, PROS e PCdoB                              |
| Vamos Governar Juntos                 | PDT e PSC                                      |
| Sem coligação                         | DEM, PP, PMDB, PHS, PRP, PSDC, PSB, PSDB e PTC |

## Resultados

### Primeiro Turno[6]
| Candidato(a)         | Vice                      | 1º Turno 2 de outubro de 2016 | 1º Turno 2 de outubro de 2016 |
| Candidato(a)         | Vice                      | Votação                       | Votação                       |
| Porcentagem          | Total                     | Porcentagem                   | Total                         |
| -------------------- | ------------------------- | ----------------------------- | ----------------------------- |
| Rafael Diniz (PPS)   | Conceição Sant'Anna (PPS) | 55,19%                        | 151.462                       |
| Dr. Chicão (PR)      | Mauro Silva (PSDB)        | 29,88%                        | 81.989                        |
| Caio Vianna (PDT)    | Gil Vianna (PSB)          | 11,43%                        | 31.360                        |
| Nildo Cardoso (DEM)  | Papinha (PP)              | 1,98%                         | 5.446                         |
| Geraldo Pudim (PMDB) | Professor Edmar (PMDB)    | 0,79%                         | 2.160                         |
| Rogério Matoso (PPL) | Gabi Mariano (PCdoB)      | 0,79%                         | 2.011                         |
| Votos em branco      | Votos em branco           |                               | 5.929                         |
| Votos nulos          | Votos nulos               |                               | 12.289                        |
| Total                | Total                     |                               | 247.816                       |
| Abstenções           | Abstenções                |                               | 66.677                        |
| Votos apurados       | Votos apurados            | 100,00 %                      | 292.646                       |
| Total de eleitores   | Total de eleitores        |                               | 359.323                       |

### Vereadores Eleitos[7]
| Candidato(a)                   | Partido       | Votação     | Votação |
| ------------------------------ | ------------- | ----------- | ------- |
| Candidato(a)                   | Partido       | Porcentagem | Total   |
| Marcão                         | REDE          | 2,08%       | 5.552   |
| Pastor Vanderly Mello          | PRB           | 1,97%       | 5.257   |
| Jorge Rangel                   | PTB           | 1,82%       | 4.855   |
| Thiago Ferrugem                | PR            | 1,48%       | 3.959   |
| Dr. Abdu Neme Amigo do Coração | PR            | 1,47%       | 3.923   |
| Igor Pereira                   | PSB           | 1,47%       | 3.922   |
| Enock Amaral                   | PHS           | 1,30%       | 3.475   |
| Kellinho                       | PR            | 1,26%       | 3.375   |
| Magal                          | PSD           | 1,26%       | 3.363   |
| Thiago Virgílio                | PTC           | 1,26%       | 3.360   |
| Abu                            | PPS           | 1,26%       | 3.355   |
| Ozeias                         | PSDB          | 1,18%       | 3.159   |
| José Carlos                    | PSDC          | 1,11%       | 2.966   |
| Alvaro Cesar                   | PRTB          | 1,05%       | 2.798   |
| Roberto Pinto                  | PTC           | 0,95%       | 2.548   |
| Cecília Ribeiro Gomes          | PT do B       | 0,91%       | 2.432   |
| Marcelo Perfil                 | PHS           | 0,88%       | 2.340   |
| Vinicius Madureira             | PRP           | 0,87%       | 2.333   |
| Claudio Andrade                | PSDC          | 0,83%       | 2.217   |
| Silvinho Martins               | PRP           | 0,81%       | 2.167   |
| Linda Mara                     | PTC           | 0,81%       | 2.151   |
| Miguelito                      | PSL           | 0,77%       | 2.060   |
| Fred Machado                   | PPS           | 0,73%       | 1.953   |
| Jorginho Virgilio              | PRP           | 0,71%       | 1.895   |
| Genásio                        | PSC           | 0,57%       | 1.517   |
| Votos Brancos                  | Votos Brancos | 2.99%       | 8.739   |
| Votos Nulos                    | Votos Nulos   | 5,81%       | 17.012  |
| Votos Válidos                  | Votos Válidos | 91,20%      | 266.895 |